# Детский музей Индианаполиса
Детский музей Индианаполиса (англ. The Children's Museum of Indianapolis) — детский музей, расположенный в Индианаполисе, штат Индиана, США.
Он занимает на 5 этажах площадь в 43 933,85 м², является самым большим в мире детским музеем, его посещает ежегодно более миллиона посетителей.
В его коллекции около 120 000 экспонатов, которые делятся преимущественно на Американскую коллекцию, Коллекцию мировой культуры и Естественнонаучную коллекцию.
Помимо выставок, в коллекцию входит карусель, динозавры и паровоз; здание украшает стеклянный фейерверк, являющийся предметом одной из выставок; в составе коллекции музея — около 50 000 игрушек, подаренных коллекционерами Фрэнком и Терезой Каплан.